# Desmocricus conjunctus
Desmocricus conjunctus är en mångfotingart som beskrevs av Carl 1918. Desmocricus conjunctus ingår i släktet Desmocricus och familjen Rhinocricidae. Inga underarter finns listade i Catalogue of Life.